# شهرستان راک آیلند (ایلینوی)
شهرستان راک آیلند، ایلینوی (به انگلیسی: Rock Island County, Illinois) یک سکونتگاه مسکونی در ایالات متحده آمریکا است که در ایلینوی واقع شده‌است.

## نگارخانه

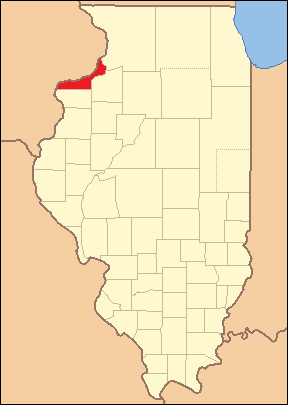